# Aladár Zsélyi
Aladár Zsélyi (12. prosince 1883 Čeláre – 1. července 1914 Budapešť) byl maďarský technický strojní inženýr, pilot letadel.

## Život
Diplom získal na Královské technické univerzitě v Budapešti, již během studií se zabýval létajícími stroji. Projektoval letadla podle matematických výpočtů a vymýšlel inovace. Od března do 16. června 1913 studoval na letecké škole ve Vídeňském Novém Městě, kde složil pilotní zkoušku. Ve stejném roce postavil svůj třetí letoun Zsélyi III, na který již získal státní podporu. S tímto strojem dosahoval maximální rychlosti 170 km/h oproti tehdy běžným 90–100 km/h. V létě 1914 byl zraněn při přistání, rána se infikovala a Aladár Zsélyi zemřel. Podle svého posledního přání byl pohřben na hřbitově v Čelárech.

## Dílo
- A repülőgéptechnika alapelvei (Budapešť, 1909)
- Prinzipien der Flugtechnik (Rostock, 1910)
- Mechanika (Budapešť, 1911)
- A nagy aeroplánok kérdése (kun Tibor Melczer, Budapešť, 1912)
- A gázturbina, kísérletek az új hőerőgép megalkotására (Budapešť, 1913, německy: Berlin, 1913)